# Block公司

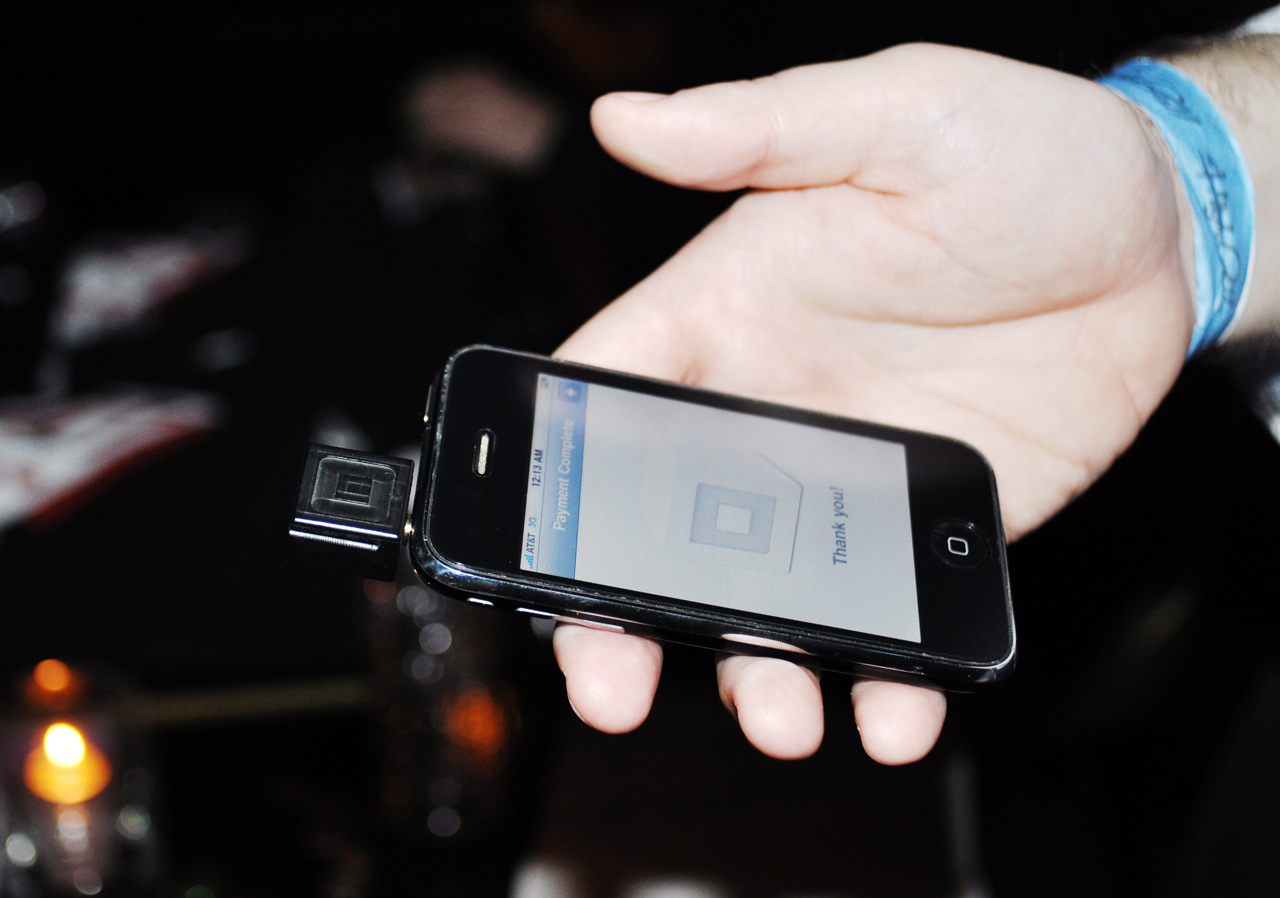

Block公司是一家於2009年成立的支付服务提供商，前身名為Square公司。由Twitter創始人傑克·多西和吉姆·馬克維共同創辦。並於2010年推出第一個行動支付應用程式，Square，該軟件可於iPhone、iPod Touch、iPad和基於Android系統的手機上運行，並允許用戶通過手機在Square設備上刷卡或者手動輸入細節使用信用卡。服務範圍包括美國、加拿大、澳洲及日本等國家。

## 歷史
2018年4月27日Square公司以3.65億美元收購網站製作平台Weebly。
2019年8月2日總部位於美國加州的餐飲配送服務公司DoorDash以4.1億美元收購Square旗下的餐飲配送服務Caviar。
2020年11月25日Square支付5,000萬美元現金，以購買Credit Karma Tax，該服務可為消費者提供免費的自己動手的報稅服務。
2021年3月2日，Square與Tidal达成协议，以2.97亿美元的现金和股票收購Tidal的多数股权 ，Jay-Z 将加入公司董事会。
2021年8月2日，Square的CEOJack Dorsey宣布了公司自成立以来最大的一笔交易，将以$290亿美元的价格收购澳大利亚科技金融公司Afterpay。预计交易完成后，Afterpay会持有合并后公司约18.5%的股份。